# ローカル・ヒーロー (映画)

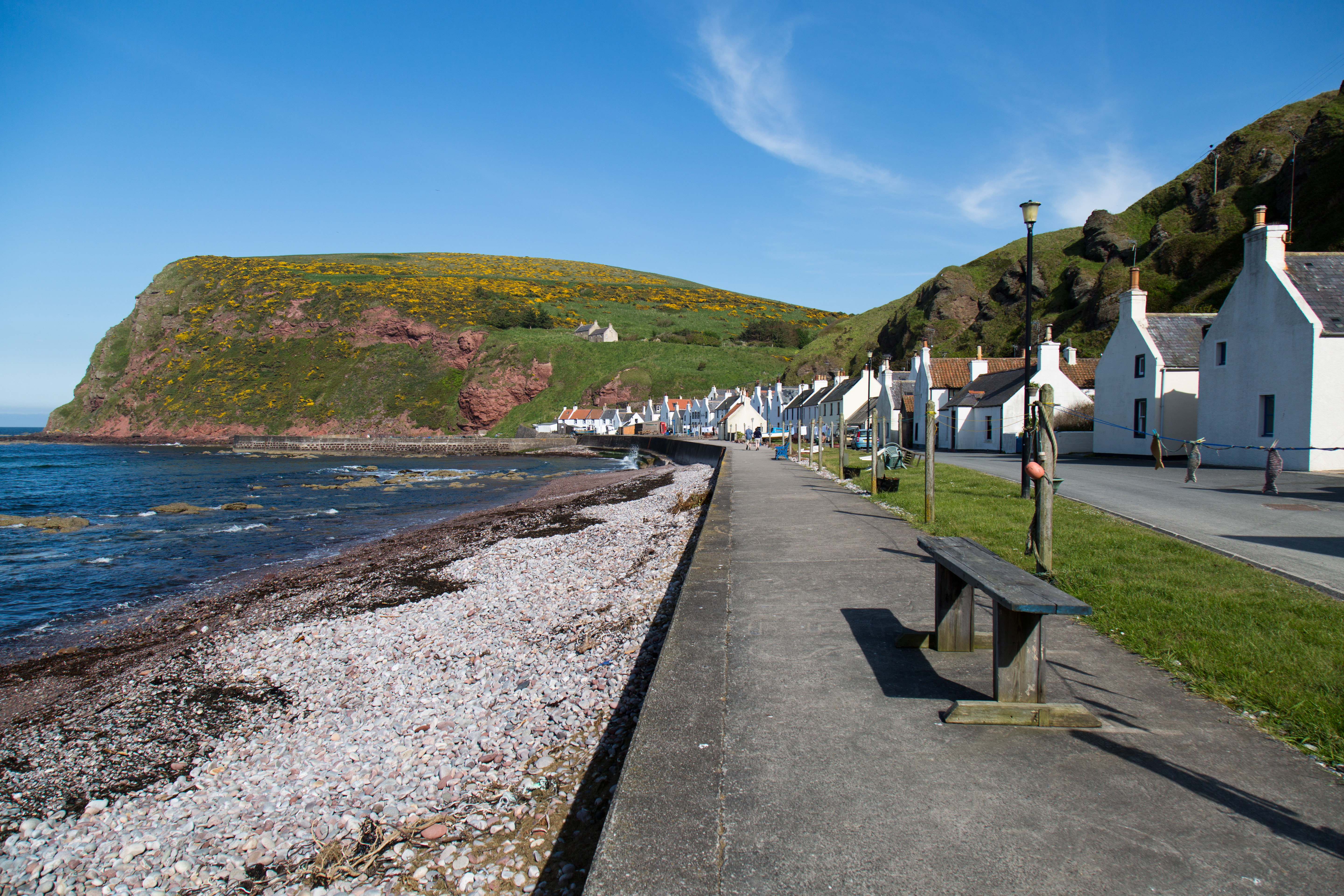
撮影が行われたペナン（Pennan）

『ローカル・ヒーロー』（原題：Local Hero）は、1983年のイギリス映画。

## ストーリー
ヒューストンの大手石油会社の調達部に勤めるマッキンタイア（ピーター・リーガート）はポルシェに乗り、自由な暮らしを謳歌するエリート・サラリーマンであった。些細なことから会社が石油コンビナート施設を建設する予定のスコットランドのひなびた村に用地買収の社命を帯び派遣されることになったが、出発前に社長のハッパー（バート・ランカスター）に呼び出され仕事とは別に奇妙な依頼を受けた。
スコットランドに到着すると現地支社から案内役のオルセン（ピーター・キャパルディ）が迎えに来ており、アバディーンの研究施設で計画の概要を見学してからオルセンと共に現地へと向かった。入り江の村に到着し会計士兼宿屋の主人のアーカート（デニス・ローソン）と協議した結果、アーカートが村の取りまとめ役となり用地買収の交渉を行うことになった。
アーカートが村の人々の意見を取りまとめる間、これといってすることのないマッキンタイアとオルセンは村の近辺を巡り歩く間に長閑な環境と何か不思議な村人たちとの交流で段々と都会の生活を忘れていってしまうのであった。
大金を手に入れて辺鄙な田舎からの脱出を夢見る村人たちとの交渉がまとまりかけた時、海岸線の一画が偏屈者のベン老人の所有であることが分かった。マッキンタイアとアーカートはベンと土地の買い取り交渉を行うが老人は幾ら積まれても土地を手放すつもりが無いらしく交渉は暗礁に乗り上げてしまった。
ある晩、中々進まない交渉に業を煮やした村人たちがベン老人の元へ押しかけようとすると、そこにマッキンタイアから依頼の報告を受けたハッパーがヘリコプターでやって来た。

## サウンドトラック
本作品のメインサウンドトラックとなる曲は Going Home と題され、英国のバンドダイアー・ストレイツのギタリストであるマーク・ノップラーによる。本作品の様々なシーンにおいて使われている。

## キャスト
- 「マック」・マッキンタイア：ピーター・リーガート
- ゴードン・アーカート：デニス・ローソン
- ダニー・オルセン：ピーター・キャパルディ
- フェリックス・ハッパー：バート・ランカスター
- ベン・ノックス：フルトン・マッケイ（Fulton Mackay）

## スタッフ
- 製作：デヴィッド・パットナム
- 監督：ビル・フォーサイス（Bill Forsyth）
- 脚本：ビル・フォーサイス
- 撮影：クリス・メンゲス
- 音楽：マーク・ノップラー

## 撮影地
『ローカル・ヒーロー』はスコットランド周辺の数箇所で撮影された。村でのシーンのほとんどはアバディーンシャイア海岸のペナン（Pennan）で、砂浜のシーンのほとんどは西海岸のモラー（Morar）とアリサイ（Arisaig）で撮影された。